# Shabier Kirchner
Shabier Kirchner (* in Antigua) ist ein antiguanischer Kameramann und Kurzfilmregisseur.

## Leben
Der auf Antigua geborene Shabier Kirchner verbrachte seine Kindheit und Jugend in dem zum Commonwealth gehörenden Inselstaat Antigua und Barbuda. Sein Vater Bert Kirchner, ein Deutscher, arbeitete als Unterwasserfotograf und entwickelte im Keller ihres Hauses eigene Super-8- und 16-mm-Filme sowie 35-mm-Fotografien. Gemeinsam mit seinem Vater gründete er in Antigua Wadadli Productions. Das Unternehmen ist nach dem indigenen Namen für Antigua benannt. Die Arawaks nannten die Insel Wadadli. Als Christoph Kolumbus diese im November 1493 auf seiner zweiten Reise entdeckte, hatte der sie nach seiner Schutzheiligen Maria benannt, die auch als Virgen de la Antigua verehrt wird. Man nenne „Wadadli“ auf Antigua auch kurz „Dadli“, so Kirchner, und ebenso bezeichne man dort so ein Unkraut.
Im Alter von 18 Jahren belegte Kirchner in Vancouver für kurze Zeit einen Filmkurs. Sein dort erworbenes Grundlagenwissen verarbeitete er in verschiedenen kleinen Videoprojekten. Bis zu seinem 21. Lebensjahr lebte er in Antigua, begann dann aber auf der ganzen Welt als Kameramann zu arbeiten, so für Bull, Only You, Skate Kitchen und Sollers Point. Anfang des Jahres 2017 arbeitete er als Kameramann in der Second Unit für Benh Zeitlins Film Wendy, der in Montserrat, Barbuda und Antigua gedreht wurde. Der norwegische Kameramann Sturla Brandth Grøvlen hatte Kirchner gefragt, ob er Aufnahmen für den zweiten Teil des Films machen wolle. Im April 2018 wurde er von Variety zu einem von zehn „Cinematographers to Watch“ bestimmt.
Sein Regiedebüt gab der Autodidakt mit dem selbst produzierten Kurzfilm Dadli, den er im September 2018 vorstellte. Diesen Film hatte Kirchner in seiner Heimat gedreht. In dem Dokumentarporträt erzählt der 13-jährige Tiquan wie sie Kinder Touristen alles denkbar mögliche anbieten, um über die Runden zu kommen, so von speziellen Reittouren auf der Insel für die Gäste von den Kreuzfahrtschiffen. Er erzählt aber auch von der Hauseselstute Mary und von seinem Geburtstag. Erst ein Jahr nach dem Aufnahmen ließ Kirchner den Jungen ein Voice-Over sprechen, das über die Bilder gelegt wurde.
Nach Dadli arbeitete er als Kameramann für alle fünf Filme der Small-Axe-Reihe des britischen Regisseurs Steve McQueen. Kirchner wurde für die Arbeit an der Filmreihe durchweg gelobt. Jan Kedves schreibt in Zeit Online über Kirchners besonderen Stil, dieser halte in den fünf Filmen seine Einstellungen teils so lange und statisch, dass die Spannung kaum zu ertragen sei. Nach seiner Arbeit für McQueen ging Kirchner sein Spielfilmregiedebüt an. Es handelt sich dabei um eine Adaption des Romans Augustown des jamaikanischen Dichters und Schriftstellers Kei Miller aus dem Jahr 2016.
Seit 2013 lebt Kirchner in New York, wo er die Filmproduktionsgesellschaft Rathaus gegründet hat, ein Kollektiv von Filmregisseuren und -produzenten, über das er auch seine eigenen, neuen Film entwickelt.
Im Jahr 2022 wurde er in die Academy of Motion Picture Arts and Sciences (AMPAS) berufen, die alljährlich die Oscars vergibt.

## Filmografie (Auswahl)
- 2016: We’ve Forgotten More Than We Ever Knew
- 2017: Sollers Point
- 2018: Dadli (Kurzfilm, auch Regie)
- 2018: Only You
- 2018: Skate Kitchen
- 2019: Bull
- 2020: Mangrove
- 2020: Lovers Rock
- 2020: Red, White and Blue
- 2020: Alex Wheatle
- 2020: Education
- 2023: Past Lives – In einem anderen Leben (Past Lives)
- 2025: Was ist Liebe wert – Materialists (Materialists)

## Auszeichnungen
Boston Society of Film Critics Award
- 2020: Runner-up in der Kategorie Beste Kamera (Lovers Rock)[13]

British Academy of Film and Television Arts Award
- 2021: Auszeichnung in der Kategorie Phographie & Lightnigh – Fiction (für alle Filme der Small-Axe-Reihe)[14]

Chicago Film Critics Association Award
- 2020: Nominierung für die Beste Kamera (Lovers Rock)[15]

Florida Film Critics Circle Award
- 2020: Nominierung für die Beste Kamera (Lovers Rock)[16]

Independent Spirit Award
- 2021: Nominierung für die Beste Kamera (Bull)[17]

Los Angeles Film Critics Association Award
- 2020: Auszeichnung  für die Beste Kamera (für alle Filme der Small-Axe-Reihe)[18]

National Society of Film Critics Award
- 2021: First Runner-up für die Beste Kamera (Lovers Rock)[19]

New York Film Critics Circle Award
- 2020: Auszeichnung für die Beste Kamera (für alle Filme der Small-Axe-Reihe)[20]